# Latvijas PSR čempionāts futbolā 1990
L'edizione 1990 del massimo campionato di calcio lettone fu la 46ª come competizione della Repubblica Socialista Sovietica Lettone; il titolo fu vinto dal Gauja Valmiera, giunto al suo primo titolo.

## Formato
Il campionato era formato da quattordici squadre che si incontrarono in gare di andata e ritorno per un totale di 26 incontri per squadra; erano assegnati due punti alla vittoria, un punto al pareggio e zero per la sconfitta.
Tuttavia le migliori squadre lettoni, cioè le prime quattro della precedente stagione e quelle iscritte al campionato sovietico, disputarono la Baltic League 1990.

## Classifica finale
|                        | Pos. | Squadra                 | Pt | G  | V  | N | P  | GF | GS | DR  |
| ---------------------- | ---- | ----------------------- | -- | -- | -- | - | -- | -- | -- | --- |
| RSS Lettone (bandiera) | 1.   | Gauja Valmiera          | 41 | 26 | 18 | 5 | 3  | 51 | 20 | +31 |
|                        | 2.   | VEF Riga                | 39 | 26 | 16 | 7 | 3  | 59 | 21 | +38 |
|                        | 3.   | Latgale Rēzekne         | 35 | 26 | 16 | 3 | 7  | 62 | 39 | +23 |
|                        | 4.   | Apgaismes Tehnika       | 33 | 26 | 15 | 3 | 8  | 60 | 31 | +29 |
|                        | 5.   | Sarkanais Kvadrats      | 32 | 26 | 13 | 6 | 7  | 40 | 30 | +10 |
|                        | 6.   | Celtnieks Rīga          | 26 | 26 | 11 | 4 | 11 | 48 | 46 | +2  |
|                        | 7.   | Jūrnieks                | 26 | 26 | 10 | 6 | 10 | 37 | 41 | -4  |
|                        | 8.   | Betons Vangazi          | 25 | 26 | 10 | 5 | 11 | 54 | 49 | +5  |
|                        | 9.   | Rigas Audums            | 25 | 26 | 11 | 3 | 12 | 59 | 76 | -17 |
|                        | 10.  | Varpa Ilukste           | 24 | 26 | 8  | 8 | 10 | 41 | 42 | -1  |
|                        | 11.  | Tiltubuvetajs Jēkabpils | 21 | 26 | 7  | 7 | 12 | 48 | 71 | -23 |
|                        | 12.  | Dizelists Riga          | 17 | 26 | 5  | 7 | 14 | 33 | 46 | -13 |
|                        | 13.  | Aditajs Ogre            | 16 | 26 | 6  | 4 | 16 | 30 | 50 | -20 |
|                        | 14.  | Dubna Preiļi            | 4  | 26 | 1  | 2 | 23 | 26 | 86 | -60 |